# Kaiser Franz Garde-Grenadier-Regiment Nr. 2
Das Kaiser Franz Garde-Grenadier-Regiment Nr. 2 war ein Verband der Preußischen Armee, der am 18. Februar 1820 den Garde-Rang erhalten hatte.

## Vorgeschichte
Die altpreußische Armee wurde im Vierten Koalitionskrieg durch Napoleon vernichtet. Die Niederlage führte zu einer Heeresreform in den Jahren 1808 bis 1814. Dabei wurden die bisherigen Regimenter aufgelöst und neue Strukturen geschaffen, wie das Garde-Grenadier-Regiment Nr. 2. Dazwischen existierten kurzfristig aber andere Kampfverbände, die wieder den Grundstock für die neuerrichteten Regimenter bildeten.
Pommersches Grenadier-Bataillon:
Das Pommersche Grenadier-Bataillon wurde am 14. September 1808 aus den Grenadieren der Regimenter Nr. 8, 31, 42, 46 und dem Freikorps „Marwitz“ gebildet. Das Freikorps „Marwitz“ wurde am 27. Dezember 1806 errichtet und am 28. September 1808 aufgelöst. 123 Mann wurden in das Pommersche Grenadier-Bataillon übernommen.
In den Befreiungskriegen kämpfte es 1813 bei Vehlitz, wo eine Kanone erobert wurde. Dann bei Dennewitz, wo vier Offiziere und 151 Mann fielen und eine Kanone erobert wurde, sowie bei Leipzig, wo sieben Kanonen erobert wurden. 1814 kämpfte es in Holland bei Hoogstraaten. Insgesamt verlor es 77 Tote und 283 Verwundete.
Das Bataillon erhielt sechs Eiserne Kreuze I. Klasse und 46 Kreuze II. Klasse.
Westpreußisches Grenadier-Bataillon:
Das Bataillon wurde am 14. September 1808 aus den Grenadieren der Regimente Nr. 52 und Nr.58 errichtet.
In den Befreiungskriegen kämpfte es 1813 in der Brigade Klüx in Bautzen, in Bischofswerda, bei Möckern und 1814 bei Montmirail und Chateau-Thierry. Es verlor 109 Mann und 462 Verwundete.
Das Bataillon erhielt drei Eiserne Kreuze I. Klasse und 52 Kreuze II. Klasse.
Schlesisches Grenadier-Bataillon:
Das Bataillon wurde am 10. Juni 1807 in Glatz als Grenadierbataillon „von Losthin“ aus dem IV. und V. Bataillon des Infanterieregiments „von Alvensleben“ und dem 3. und 4. Bataillon des Infanterieregiments „von Gravert“ errichtet. Am 14. September 1808 wurde es in Schlesisches Grenadier-Bataillon umbenannt.
In den Befreiungskriegen kämpfte es 1813 in der Brigade Zieten in den Schlachten bei Möckern, Großgörschen, Bautzen, an der Katzbach und nahm am Übergang bei Wartenburg teil. 1814 kämpfte es bei Montmirail und Paris. Das Regiment erlitt 112 Tote und 477 Verwundete.
Das Bataillon erhielt vier Eiserne Kreuze I. Klasse und 53 Kreuze II. Klasse.

## Geschichte
Das Regiment wurde am 14. Oktober 1814 (Stiftungstag) in Berlin aus folgenden Bataillonen gebildet:
- I. Pommersches Grenadier-Bataillon
- II. Westpreußisches Grenadier-Bataillon
- III. Schlesisches Grenadier-Bataillon

Bei seiner Errichtung erhielt es den Namen Grenadier-Regiment Kaiser Franz. Nachdem der Österreichische Kaiser Franz I. durch König Friedrich Wilhelm III. am 25. Dezember 1814 zum Regimentschef ernannt worden war, führte der Verband die Bezeichnung Kaiser Franz Grenadier-Regiment. Nachdem das Regiment am 18. Februar 1820 den Garde-Rang erhalten hatte, änderte sich die Bezeichnung in Kaiser Franz Garde-Grenadier-Regiment. Am 14. Juli 1860 wurde es schließlich in Kaiser Franz Garde-Grenadier-Regiment Nr. 2 umbenannt.
Im Jahr 1820 wurde dem Regiment eine Garnison-Kompanie des Grenadier-Garnison-Bataillons zugeteilt. 1837 wurde es als 4. Kompanie an das kombinierte Garde-Reserve-Bataillon abgegeben. 1859 gab es einige Offiziere und Mannschaften zur Bildung des 4. Garde-Landwehr-Stamm-Regiments (später 4. Garde-Grenadier-Regiment Königin) ab.

## Stationierung

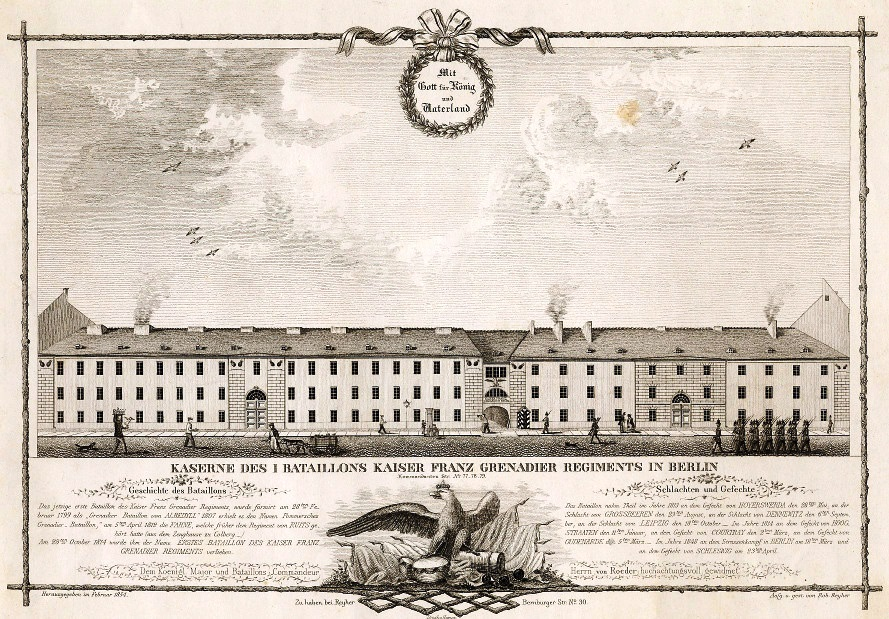
Kaserne des I. Bataillons des Kaiser Franz Grenadier-Regiments in Berlin, Kommandantenstraße 77–79, Stahlstich von Robert Reyher von 1854

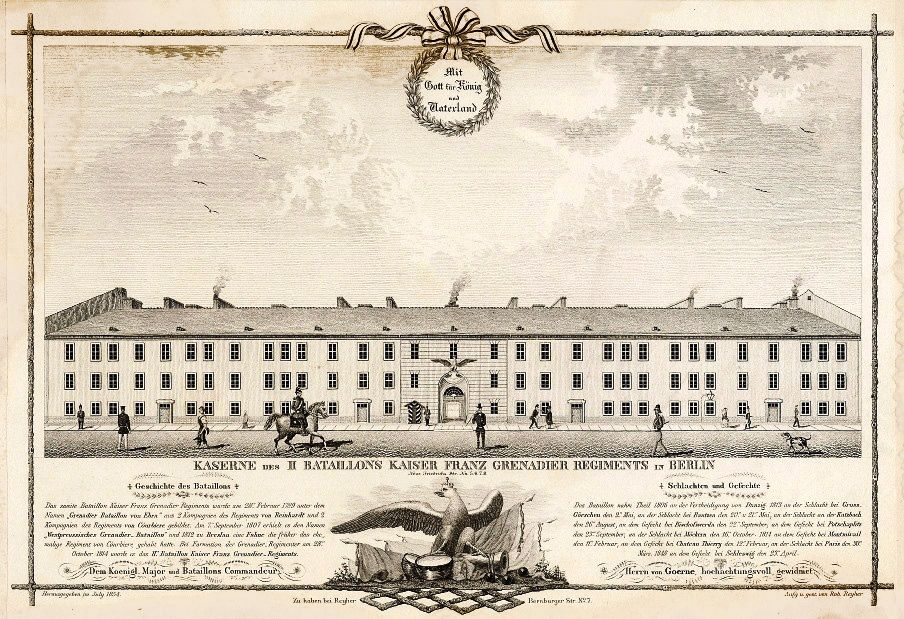
Kaserne des II. Bataillons des Kaiser Franz Grenadier-Regiments in Berlin, Neue Friedrichstraße 5–8, Stahlstich von Robert Reyher von 1854

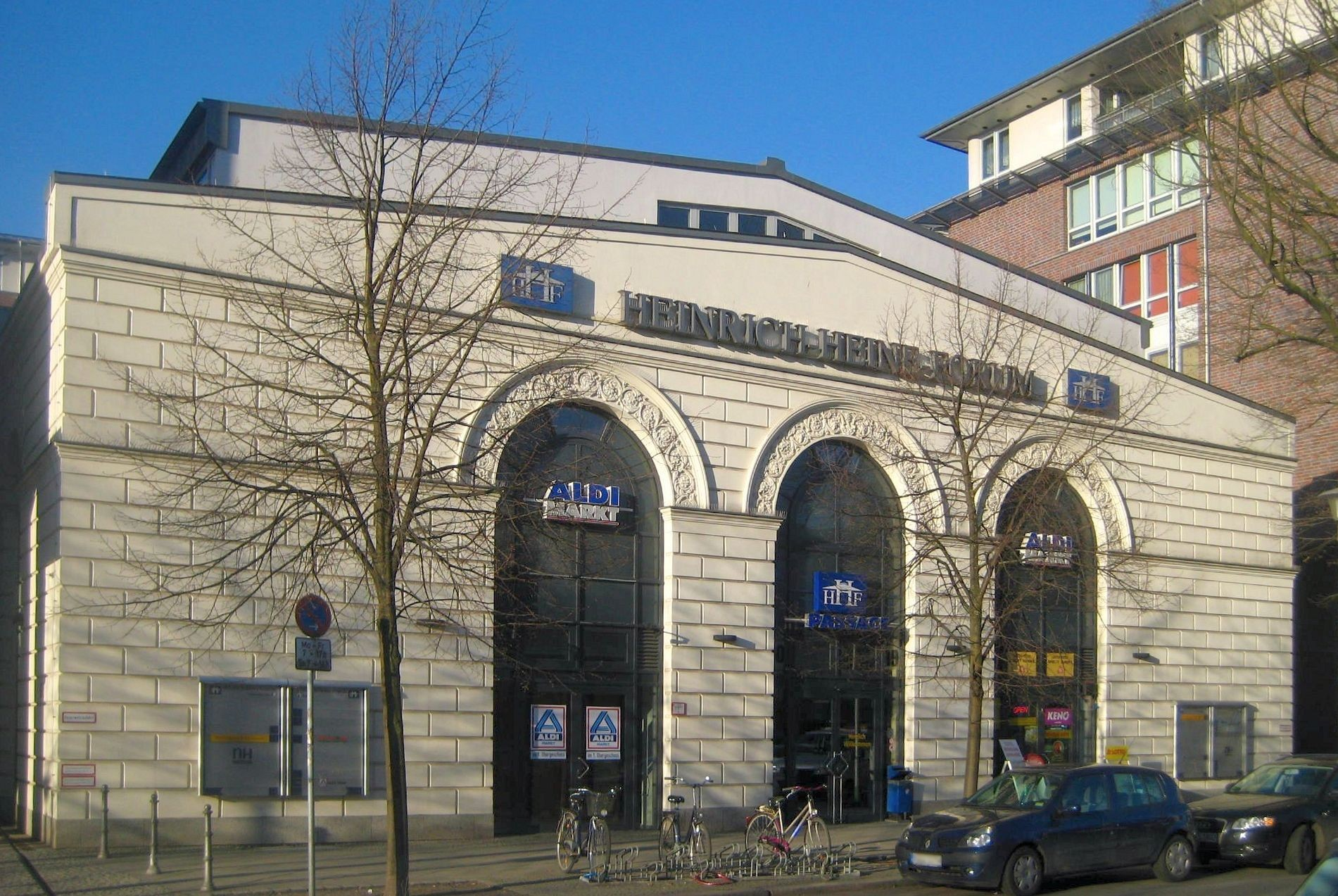
Ehemaliges Exerzierhaus des Kaiser-Franz-Grenadier-Garde-Regiment Nr. 2. Heute ist es in das Einkaufszentrum "Heinrich-Heine-Forum" einbezogen. Das Gebäude ist als Baudenkmal gelistet.

Um 1815 wurde das 1. Bataillon des Kaiser Franz-Regiments in der unter Friedrich II. von 1752 bis 1753 errichteten Kaserne an der Kommandantenstraße untergebracht. Das 2. Bataillon zog in die in der zweiten Hälfte des 18. Jahrhunderts erbaute Kaserne in der Neuen Friedrichstraße (heute Littenstraße). Die Kaserne des Füsilier-Bataillons lag in der Alexanderstraße. Nachdem von 1863 bis 1866 eine neue Kaserne nach Plänen von Ferdinand Fleischinger an der Blücherstraße 47 erbaut worden war, wurden diese Standorte aufgegeben und das Kaiser Franz Garde-Grenadier-Regiment zog 1866 dort ein. Bis auf ein später errichtetes Kasinogebäude wurde die Kaserne vollständig abgetragen. Das 1829–1830 vermutlich nach Entwürfen von Karl Hampel und seinem Mitarbeiter Ferdinand Fleischinger errichtete Exerzierhaus am Kaiser-Franz-Grenadier-Platz (heute Heinrich-Heine-Platz) wurde vom Regiment für Übungen bei schlechtem Wetter genutzt.

## Einsätze
Im Jahr 1815 nahm es am Marsch nach Frankreich teil.
Während der Revolution von 1848 nahm das Regiment an den Straßenkämpfen in Berlin teil. Der Regimentskommandeur Oberst Bequinolles erhielt dafür den Orden Pour le Mérite.
Während der Schleswig-Holsteinischen Erhebung im Jahre 1848 war das Regiment im Rahmen eines von General Friedrich von Wrangel geführten Unterstützungskontingents preußischer Truppen, das im Namen des Deutschen Bundes handelte, für die provisorische schleswig-holsteinische Regierung und gegen Dänemark im Kampfeinsatz. 

### Deutscher Krieg
Im Deutschen Krieg von 1866 war es Teil der II. Armee. Während des Gefechts bei Soor stand das II. Bataillon unter Oberstleutnant Gaudy über eine Stunde lang alleine gegen die Brigade Grivicic (7 Bataillone stark). Dabei fielen 10 Offiziere und 200 Mann. In der Schlacht bei Königgrätz nahm es am Sturm auf Lipa teil. Der Major von Boehn erhielt den Orden Pour le Mérite.

### Deutsch-Französischer Krieg
Im Krieg gegen Frankreich kämpfte das Regiment 1870/71 in den Schlachten bei Gravelotte und Sedan. Vom 19. September 1870 bis zum 28. Januar 1871 nahm es an der Belagerung von Paris teil. Dabei kam es zur Schlacht von Le Bourget:
- 28. Oktober 1870: Le Bourget, II. Bataillon
- 30. Oktober 1870: Le Bourget, II. Bataillon und Füsiliere
- 21. Dezember 1870: Le Bourget, II. Bataillon und Füsiliere
- 05. Januar 1871: Bondy, 5. und 7. Kompanie
- 21. Januar 1871: Le Bourget, II. Bataillon.

### Verbleib
Nach Kriegsende kehrten die Reste des Regiments in die Heimat zurück. Am 24. November 1918 wurde Gleiwitz erreicht und von dort ging es auf den Truppenübungsplatz Neuhammer weiter. Hier erfolgte vom 4. bis zum 12. Dezember 1918 die Demobilisierung. Aus Teilen bildete sich Mitte Dezember ein Freiwilligen-Bataillon mit zwei Kompanien, einer MG-Kompanie sowie einem MW-Zug. Diese Formation kam im Grenzschutz zum Einsatz. Im März 1919 wurde zudem ein Grenzschutzbataillon unter Heranziehung der ehemaligen 4. bis 6. Kompanie sowie der 2. MG-Kompanie aufgestellt.
Die Tradition übernahm in der Reichswehr ab dem 24. August 1921 die 12. Kompanie des 8. (Preußisches) Infanterie-Regiments in Görlitz. In der Wehrmacht führten der Regimentsstab, das III. Bataillon sowie die 13. und 14. Kompanie des Infanterieregiments 29 die Tradition fort.

## Regimentschefs
Am 11. März 1835 erfolgte die Kabinettsorder, dass das Regiment für alle Zeiten den Namen seines ersten Chefs führen solle.
| Dienstgrad | Name                                   | Datum                                 |
| ---------- | -------------------------------------- | ------------------------------------- |
|            | Franz I., Kaiser von Österreich        | 25. Dezember 1814 bis 2. März 1835    |
|            | Franz Joseph I., Kaiser von Österreich | 11. Januar 1849 bis 21. November 1916 |
|            | Karl I. Kaiser von Österreich          | 28. November 1916 bis Auflösung       |

## Kommandeure
| Dienstgrad                  | Name                                 | Datum                                                                |
| --------------------------- | ------------------------------------ | -------------------------------------------------------------------- |
| Oberstleutnant/Oberst       | Ernst von Klüx                       | 14. Oktober 1814 bis 5. Februar 1818                                 |
| Major/Oberstleutnant/Oberst | Konstantin von Witzleben             | 27. August 1818 bis 29. März 1836                                    |
| Oberst                      | Johann von Hochstetter               | 30. März bis 16. Oktober 1836 (mit der Führung beauftragt)           |
| Oberst                      | Johann von Hochstetter               | 17. Oktober 1836 bis 8. Februar 1840                                 |
| Oberstleutnant              | Ferdinand von Hirschfeld             | 30. März bis 9. September 1840 (mit der Führung beauftragt)          |
| Oberstleutnant/Oberst       | Ferdinand von Hirschfeld             | 10. September 1840 bis 30. März 1846                                 |
| Oberstleutnant              | Eberhard Herwarth von Bittenfeld     | 31. März 1846 bis 26. März 1847 (mit der Führung beauftragt)         |
| Oberstleutnant              | Eduard d’Artois von Bequignolles     | 27. März bis 22. September 1847 (mit der Führung beauftragt)         |
| Oberst                      | Eduard d’Artois von Bequignolles     | 23. September 1847 bis 2. Oktober 1850                               |
| Oberst                      | Eduard von Schlichting               | 03. Oktober 1850 bis 14. April 1852                                  |
| Oberst                      | Wolf Benno von Schlegel              | 15. April 1852 bis 26. April 1854                                    |
| Oberstleutnant/Oberst       | Hermann von Walther und Croneck      | 27. April 1854 bis 6. Januar 1858                                    |
| Oberstleutnant/Oberst       | Hermann von Plessen                  | 07. Januar 1858 bis 22. August 1860                                  |
| Oberst                      | Adolf von Rosenberg-Gruszczynski     | 23. August 1860 bis 8. Januar 1864                                   |
| Oberst                      | Gustav von Fabeck                    | 09. Januar 1864 bis 29. Oktober 1866                                 |
| Oberstleutnant/Oberst       | Viktor von Roeder                    | 30. Oktober 1866 bis 17. Mai 1867 (mit der Führung beauftragt)       |
| Oberst                      | Alexander von Medem                  | 18. Mai 1867 bis 15. Juli 1870                                       |
| Oberstleutnant              | Barnim von Zeuner                    | 16. bis 17. Juli 1870                                                |
| Oberstleutnant              | Oktavio von Boehn                    | 18. Juli bis 10. Dezember 1870 (mit der Führung beauftragt)          |
| Oberstleutnant              | Oskar Bogun von Wangenheim           | 11. Dezember 1870 bis 16. Juni 1871 (mit der Führung beauftragt)     |
| Oberstleutnant/Oberst       | Oskar Bogun von Wangenheim           | 17. Juni 1871 bis 27. Oktober 1875                                   |
| Oberstleutnant              | Gustav von Arnim                     | 28. Oktober 1875 bis 19. September 1876 (mit der Führung beauftragt) |
| Oberst                      | Gustav von Arnim                     | 20. September 1876 bis 15. November 1882                             |
| Oberst                      | Karl von Hackewitz                   | 16. November 1882 bis 2. August 1887                                 |
| Oberst                      | Bernhard von Sachsen-Meiningen       | 01. September 1887 bis 31. März 1889                                 |
| Oberst                      | Viktor von Mikusch-Buchberg          | 01. April 1889 bis 19. September 1890                                |
| Oberstleutnant              | Karl von Unruh                       | 20. September bis 17. November 1890 (mit der Führung beauftragt)     |
| Oberst                      | Karl von Unruh                       | 18. November 1890 bis 13. Mai 1894                                   |
| Oberstleutnant/Oberst       | Hippolyt von Buddenbrock-Hettersdorf | 14. Mai 1894 bis 1. November 1897                                    |
| Oberst                      | Maximilian von Schwartzkoppen        | 02. November 1897 bis 26. Januar 1900                                |
| Oberst                      | Reimar von Raven                     | 27. Januar 1900 bis 17. April 1903                                   |
| Oberst                      | Ferdinand von Quast                  | 18. April 1903 bis 20. Mai 1907                                      |
| Oberst                      | Burkhard von Esebeck                 | 21. Mai 1907 bis 19. März 1911                                       |
| Oberst                      | Joseph Raitz von Frentz              | 20. März 1911 bis 21. März 1914                                      |
| Oberst                      | Dietrich von Roeder                  | 22. März 1914 bis 22. Februar 1915                                   |
| Oberst                      | Kurt von Lyncker                     | 23. Februar bis 3. Juli 1915                                         |
| Oberst                      | Friedrich von Krosigk                | 04. Juli 1915 bis 12. Dezember 1917                                  |
| Oberstleutnant              | Martin Otto                          | 13. Dezember 1917 bis 10. September 1919                             |

## Abzeichen an der Uniform

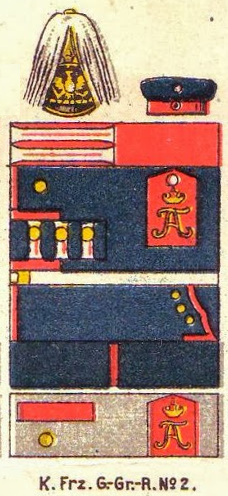
Schematische Darstellung der Uniform (1890)

Das Kaiser-Franz-Regiment trug einen blauen Rock mit ponceaurotem Kragen, die Schulterklappen waren ebenfalls ponceaurot mit Namenszug aus gelber Kordel (Namenszug des Kaisers Franz I. von Österreich, darüber die österreichische Kaiserkrone). Die Waffenröcke hatten brandenburgische Aufschläge mit dunkelblauen Patten und drei waagerechten Litzen. Am Helm wurde der Gardeadler mit Stern getragen; zu Paraden wurde ein weißer Helmbusch angelegt, das Füsilier-Bataillon legte einen schwarzen Helmbusch an.

## Denkmäler

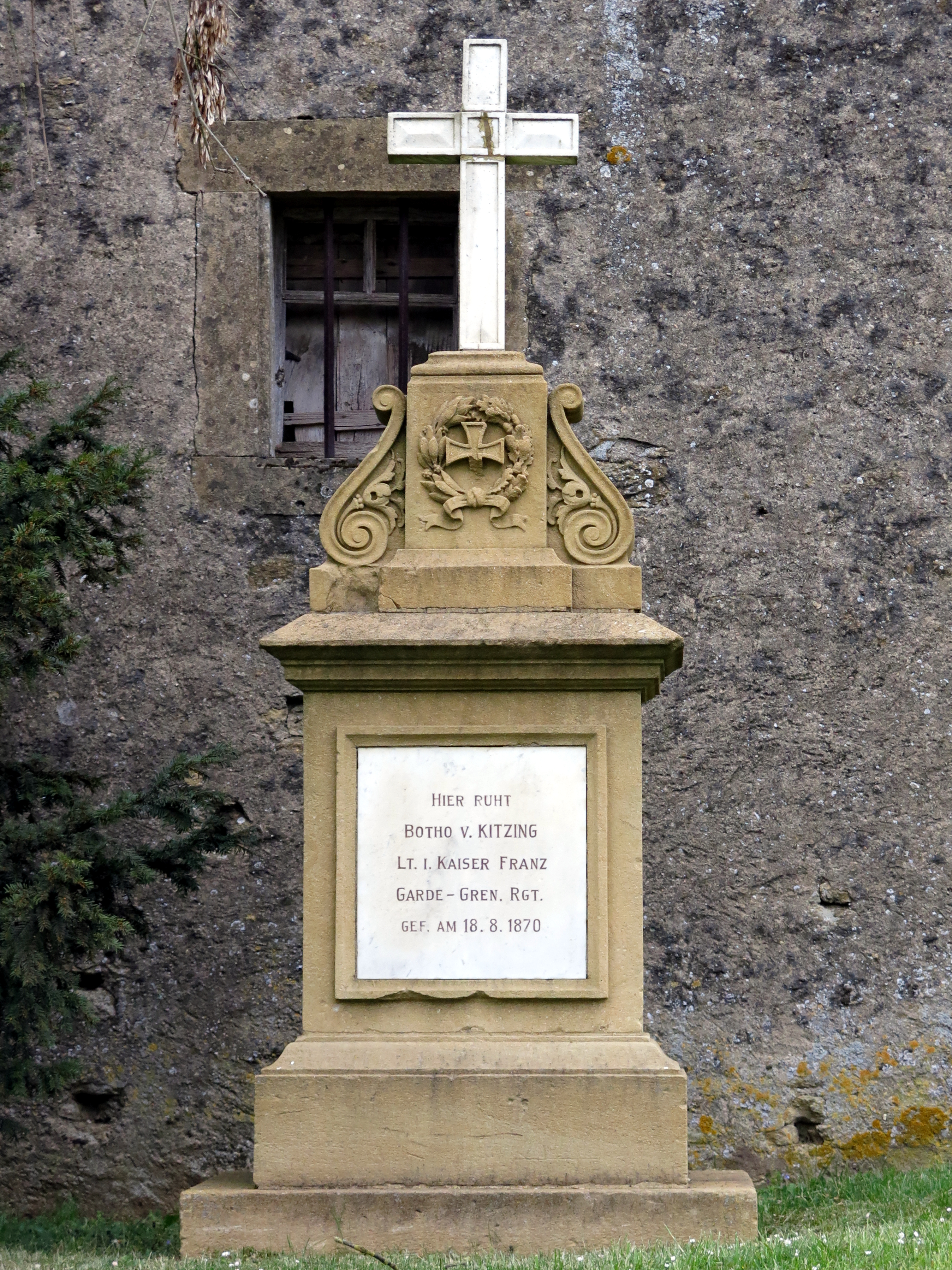
Grabstein Botho von Kitzingen

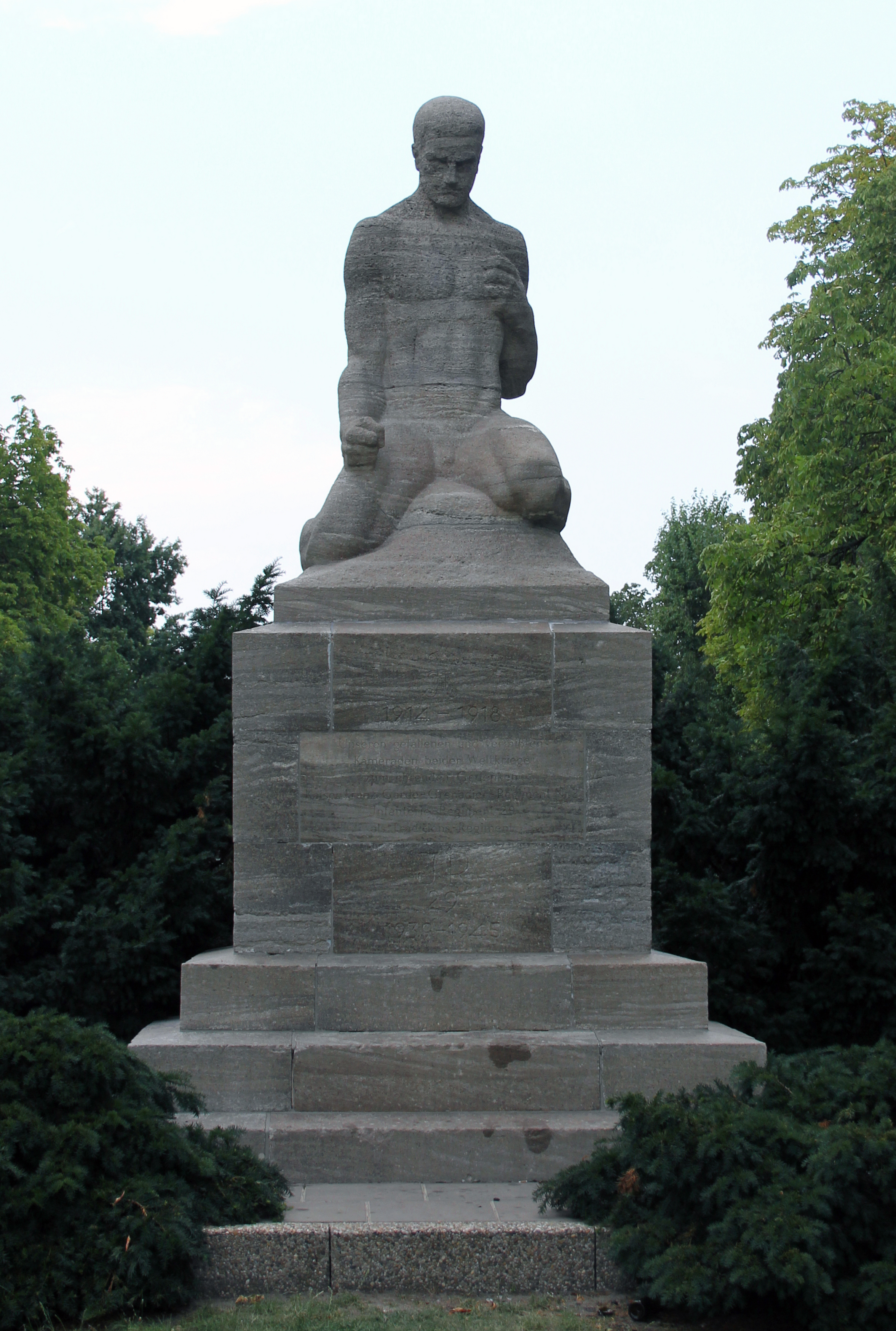
Gefallenendenkmal des Kaiser-Franz-Garde-Grenadier-Regiments Nr.2" von Eberhard Encke, 1924, Baerwaldstraße 63, Berlin-Kreuzberg, Deutschland

An der Baerwaldstraße 63 in Berlin-Kreuzberg steht seit 1924 ein Kriegerdenkmal für die Gefallenen des Kaiser-Franz-Garde-Grenadier-Regiments, welches von Eberhard Encke geschaffen wurde.
Auf dem Deutsch-Französischen Soldatenfriedhof in Gravelotte steht ein Grabstein für den am 18. August 1870 in der Schlacht bei Gravelotte gefallenen Botho von Kitzing, der als Leutnant beim Kaiser Franz Garde-Grenadier Regiment Nr. 2 diente.

## Musik
Seit dem 1. Oktober 1815 schlägt das Regiment beim Präsentieren den österreichischen Grenadier-Marsch.